# Vakhtang V di Cartalia
Vakhtang V di Cartalia, in georgiano ვახტანგ XI?, nato (in georgiano ბახუტა მუხრანბატონი?, Bakhuta Mukhranbatoni), noto anche col nome arabo di Shah Nawaz (Tbilisi, 1618 – Gəncə, 1675), è stato re di Cartalia dal 1658 al 1675.

## Biografia
Figlio di Teimuraz I, principe di Mukhrani, Vakhtang fu il primo governante georgiano del ramo dei Mukhrani della casata dei Bagrationi, e succedette a suo cugino Davide, come signore di Mukhrani (Mukhranbatoni) nel 1629. Venne adottato nel 1653 da Rostom Khan, regnante di Cartalia, che non aveva eredi, che lo nominò suo successore al trono. Vakhtang si recò nel 1654 in Persia per essere confermato al suo ruolo da Abbas II, accettò di convertirsi all'Islam e prese il nome di Shah Nawaz. Visse per qualche tempo in Persia alla corte di Abbas, col quale ottenne grandi favori. Come reggente di Rostom negli ultimi suoi anni, gli succedette nel 1658 come wali/re d Cartalia.
Vakhtang V (Shahnawaz) seguì la politica del suo predecessore, cercando di mantenere pacifiche relazioni coi sovrani persiani e di far rivivere l'economia della Cartalia. Nel 1659, fece assassinare Zaal, duca di Aragvi, un signore ribelle anti-persiano e governante virtuale della vicina Cachezia, confiscandone gran parte dei beni. Shah Nawaz quindi intervenne nelle lotte locali nella Georgia occidentale; si alleò coi principi di Mingrelia, Guria e Abcasia, e pose suo figlio, Archil, sul trono di Imereti nel 1661, ma dopo l'intervento degli ottomani questi venne lo richiamò per porlo col permesso dello scià sul trono di Cachezia nel 1664. Nel 1674, Eraclio I, nipote dell'ultimo re Teimuraz I di Cachezia, fece ritorno dal suo esilio in Russia come pretendente al suo trono. Questi venne presto ricevuto in Persia dallo scià Solimano I. Archil pensò che lo scià volesse installare Eraclio sul trono di Cachezia e per questo cercò, invano, di aggiudicarsi il trono di Imereti. Dato l'insuccesso ottenuto, fuggì con suo fratello Luarsab, ad Ahiska (Akhaltsikhe) in territorio ottomano. Lo scià rispose a questo ordinando a Shah Nawaz di portarsi ad Isfahan. Shahnawaz lasciò suo figlio, Giorgio a governare la Cartalia e personalmente si portò in Persia. Morì sulla strada verso Khoskaro, nei pressi di Gəncə, nel settembre del 1675 e venne sepolto a Qom, in Iran.

## Famiglia
Vakhtang si sposò due volte. La sua prima moglie fu Rodam Kaplanishvili-Orbeliani, figlia del principe Kaplan Baratashvili e fondatore della famiglia Orbeliani. Su insistenza dello scià di Persia, Vakhtang dovette divorziare, con grande riluttanza, alla sua ascesa al trono di Cartalia, per sposare Mariam Dadiani, (m. 1682), vedova del suo padre adottivo Rostom. Rodam divenne monaca e prese il nome di Caterina morendo poi a Tbilisi nel 1691. Tutti i figli nati a Vakhtang furono con Rodam: 
- Archil (1647–1713), re di Cachezia e Imereti in tempi diversi.
- Giorgio XI (Gurgin Khan; 1651–1709), re di Cartalia.
- Levan (Shah-Quli Khan) (c. 1653–1709), reggente di Cartalia.
- Alessandro (Iskander Mirza; fl. 1666 – 1697), darogha (prefetto) della capitale persiana di Isfahan nel 1667.
- Luarsab (m. 1698), il cui figlio naturale, Alessandro (m. 1711), fu un comandante safavide in Afghanistan.
- Salomone (Suleiman Mirza; m. 1703), sposò Tamar, figlia di Shalva, duca di Ksani, ed ebbe un figlio, Oman;
- Una figlia di cui non ci è giunto il nome, che nel 1655 sposò Zurab, duca di Aragvi (m. 1661).
- Anuka (m. 1697), inviata nell'harem dello scià Abbas II nel 1660. Dopo la morte di Abbas, il suo successore Solimano I diede Anuka in sposa allo Shah Verdi Khan del Luristan.
- Tamar (m. 1694), che sposò nel 1661 il principe Givi Amilakhvari (c. 1634 – 1700) ed ebbe da lui cinque figli. Divenne poi monaca durante la vedovanza e prese il nome di Gaiane.
- Elene.